# Samir Okasha
Samir Okasha – brytyjski filozof, publicysta. 
Jest autorem ponad 60 publikacji naukowych oraz książek. W 1998 uzyskał doktorat z filozofii na Uniwersytecie Oksfordzkim. Jego prace dotyczą zagadnień z zakresu filozofii nauki, skupiając się w szczególności na filozofii przyrody oraz pytaniach związanych z teorią ewolucji.

## Publikacje
- Philosophy of Science: A Very Short Introduction, 2002 (Książkę przetłumaczono na 10 języków).
- Evolution and Levels of Selection 2006 (w 2009 książka otrzymała nagrodę Lakatos Award na London School of Economics za szczególny wkład w rozwój filozofii nauki).